# Music & Media
Music & Media è stata una rivista settimanale europea dedicata alla musica, lo spettacolo e l'intrattenimento. È stata pubblicata per la prima volta nel 1984 col titolo Eurotipsheet, per poi cambiare nome nel 1986 in Music & Media. Originariamente aveva sede ad Amsterdam, ma in seguito si trasferì a Londra. Ha cessato le attività nel 2003. Music & Media era la pubblicazione gemella della rivista statunitense Billboard.

## Classifiche
- European Top 100 Albums
- Eurochart Hot 100 Singles